# Fretterode
Fretterode is een gemeente in de Duitse deelstaat Thüringen, en maakt deel uit van de Landkreis Eichsfeld.
Fretterode telt 179 inwoners.